# Rúhíyyih Khanum
Amatu'l-Bahá Rúhíyyih Khanum (Nova Iorque, 8 de agosto de 1910 - Haifa, 19 de janeiro de 2000), foi a esposa de Shoghi Effendi (guardião da Fé Bahá'í de 1921 a 1957), tendo sido apontada por ele como uma das Mãos da Causa, e possuiu um papel importante na transferência de autoridade de 1957 a 1963. Em 2004, o canal de TV CBC do Canadá, votou nela como número 44 na lista de "grandes Canadenses" no show televisivo "O Grande Canadense".

## Origem
Rúhíyyih Khanum nasceu em Nova Iorque em 1910, e foi criada em Montreal, Quebec.Depois de duas viagens para o Centro Mundial Bahá'í em Israel, ela se comprometeu em muitas atividades de juventude na comunidade Bahá'í. Seus pais, William Sutherland Maxwell and May Maxwell, eram ambos bahá'ís proeminentes que ajudaram no estabelecimento da escola bahá'í Green Acre,nos Estados Unidos.

## Casamento
Em 1937, ela se casou com o Guardião da Fé Bahá'í,Shoghi Effendi.Durante seu casamento, um dos grandes serviços executados por Rúhíyyih Khanum era seu papel como a secretária do guardião.Em 1952, ela foi elevada a posição de Mão da Causa, no qual ela atendeu a assuntos ligados a expansão e proteção da Fé Bahá'í.
Depois que o guardião morreu em 1957, ela transformou-se para os Bahá'ís a última ligação restante à família de `Abdu'l-Bahá, que liderou a Fé Bahá'í de 1892 a 1921 e foi o filho mais velho do fundador da Fé, Bahá'u'lláh.

## Últimos Anos
De 1957 até o seu falecimento, Rúhíyyih Khanum viajou para mais de 185 países e territórios ajudando na integração de milhões de bahá'ís por volta do mundo visando tornar uma comunidade mundialmente unida; ela espacialmente encorajou membros de povos indígenos a participarem na comunidade global da Fé Bahá'í.
Rúhíyyih Khanum faleceu em 19 de Janeiro de 2000 com uma idade de 89 anos em Haifa,Israel e seu túmulo está localizado no Centro Mundial Bahá'í.